# Allians för Mora
Allians för Mora var ett lokalt politiskt parti som var registrerat för val till kommunfullmäktige i Mora kommun. Partiet var under mandatperioden 1998–2002 representerat i Mora kommunfullmäktige.
Partiet var egentligen en fortsättning på Röd-Grön Allians, som ursprungligen var en allians mellan Miljöpartiets och Vänsterpartiets lokalavdelningar i Mora, samt oberoende kandidater. När så Vänsterpartiets lokalavdelning efter en intern schism beslutade att hoppa av allianssamarbetet inför valet 1998, gick också Miljöpartiets avdelning samma väg. Kvar blev de oberoende kandidaterna som bytte namn på partiet och lyckades ta ett mandat i kommunfullmäktige, samt även förhandla till sig ordförandeposten i Miljönämnden. Efter ett lyckat samarbete i majoritet, då tio partier styrde Mora i gemenskap, sammanslogs resterna av Allians för Mora med Morapartiet inför valet 2002.

## Valresultat
| År   | Röster | %    | Mandat |
| ---- | ------ | ---- | ------ |
| 1998 | 332    | 2,84 | 1 / 41 |